# شون ماكان (سياسي)
شون ماكان (بالإنجليزية: Sean McCann)‏ هو سياسي أمريكي، ولد في 21 سبتمبر 1971 في ديترويت في الولايات المتحدة. حزبياً، نشط في الحزب الديمقراطي. وقد انتخب عضو مجلس نواب ميشيغان ‏.